# El corruptor
El corruptor ((títol original: The Corruptor) és una pel·lícula estatunidenca dirigida par James Foley, estrenada el 1999. Ha estat doblada al català.

## Argument
Nick Chen és un bon policia. Exemple pels seus col·legues de la policia de Nova York, és expeditiu, de categoria, hàbil i, sobretot, introduït al medi de les Triades, la molt poderosa màfia xinesa. Danny Wallace, li, és un principiant. Tė una voluntat de ferro però ha manifestat una estranya falta de coratge en el moment del seu bateig de foc: un tiroteig en un bordell de Chinatown. Quan el segon desembarca al despatx del primer, amb la ferma intenció de netejar el barri xinès on regnen la llei de les bandes i una corrupció hissada al rang de tradició, el contacte gira a la confrontació…I a continuació, com fer respectar les regles quan no hi n'ha ningú?

## Repartiment
- Chow Yun-Fat: L'inspector Nick Chen
- Mark Wahlberg: L'inspector Danny Wallace
- Ric Young: Henry Lee
- Paul Ben-Victor: Pete Schabacker
- Jon Kit Lee: Jack
- Andrew Pang: L'inspector Willy Ung
- Elizabeth Lindsey: Louise Deng
- Brian Cox: Sean Wallace
- Byron Mann: Bobby Vist
- Kim Chan: Benny Wong
- Bonic Starr: El capità Stan Klein

## Crítica
- "Foley fa un bon treball, compta amb eficàcia la història, però només en algunes ocasions aconsegueix integrar les escenes de pura violència en l'acció.[3]